# Newton (West Midlands)
Newton – osada w Anglii, w West Midlands, w dystrykcie metropolitalnym Sandwell. W 2011 miejscowość liczyła 11 558 mieszkańców.